# Dora, Não Te Adoro
"Dora, Não Te Adoro" é o sétimo episódio da primeira temporada da sitcom brasileira Sob Nova Direção, protagonizada por Heloísa Perissé e Ingrid Guimarães, e exibida pela Rede Globo no dia 30 de maio de 2004. Após o piloto de final de ano exibido no dia 28 de dezembro de 2003, a série foi escolhida pela Rede Globo para fazer parte de sua programação, sendo encomendados 35 episódios exibidos sempre nas noites de domingo, após o Fantástico.
O episódio "Dora, Não Te Adoro" conta com as participações especiais de Marcia Cabrita e Nizo Neto, além de aparições de Mônica Martelli e Ricardo Kosovski. No episódio, Dora, uma amiga inconveniente, deixa Pit e Belinha à beira de uma ataque de nervos quando aparece de surpresa às vésperas de se casar com seu novo namorado. Arrasada, Pit finge que Horácio é seu noivo e, para complicar a história, Dora anuncia que vai se mudar com Beto para a mesma rua do bar de Pit e Belinha, fazendo com que as duas criem várias situações para que Dora não goste da vizinhança e desista da mudança.

## História
Exibido no dia 30 de maio de 2004, "Dora, Não Te Adoro" começa com Belinha (Heloísa Perissé) num sonho onde está fazendo amor com seu ex, Carlos (Ricardo Kosovski), mas logo se dá conta que sua mulher, Jéssica (Mônica Martelli) e seu cliente do bar, Horácio (Otávio Muller), fazem parte do "ménage". O sonho fica mais louco quando Franco (Luis Carlos Tourinho) e Moreno (Luis Miranda) aparecem, se juntando aos quatro, o que leva Belinha a contar sobre o sonho num grupo de ajuda intitulado ASMA (Associação de Mulheres Sozinha e Amargas). Enquanto ela e Pit (Ingrid Guimarães) desabafam, Moreno avisa a elas que a amiga deles, Dora (Márcia Cabrita), desmarcou o encontro com elas, o que leva Belinha a comemorar por achá-la chata, mas minutos depois ela aparece de surpresa às vésperas de se casar com Beto (Nizo Neto), deixando as duas desconfortáveis. Desesperada, Pit apresenta Horácio como seu noivo.
No outro dia, Dora e Beto se apresentam para as amigas no bar, enquanto Pit continua fingindo que Horácio é seu noivo. Após a saída dos dois, Pit e Belinha planejam uma lista de coisas para espantar a amiga, o que acaba piorando a situação. Ao inventar que Belinha está doente, Dora acaba visitando-a e anuncia que se mudará com Beto para a mesma rua do bar das duas. Após a mudança, as duas contam com a ajuda de Franco e Moreno para fazê-la desistir de se mudar (colocando um som de funk extremamente alto no fusca, pichando o caro da amiga e fingindo que Franco e Moreno são assaltantes), mas nada resolve, até que Dora descobre as armações e fica muito chateada. No fim, elas se resolvem, mas no fim das contas, Dora que se cansa do "grude" das duas e vai embora com seu marido. O episódio termina com Pit numa alucinação com Horácio e outras pessoas, além das duas discutindo no grupo de ajuda.